# Igreja São João Bosco de Laga

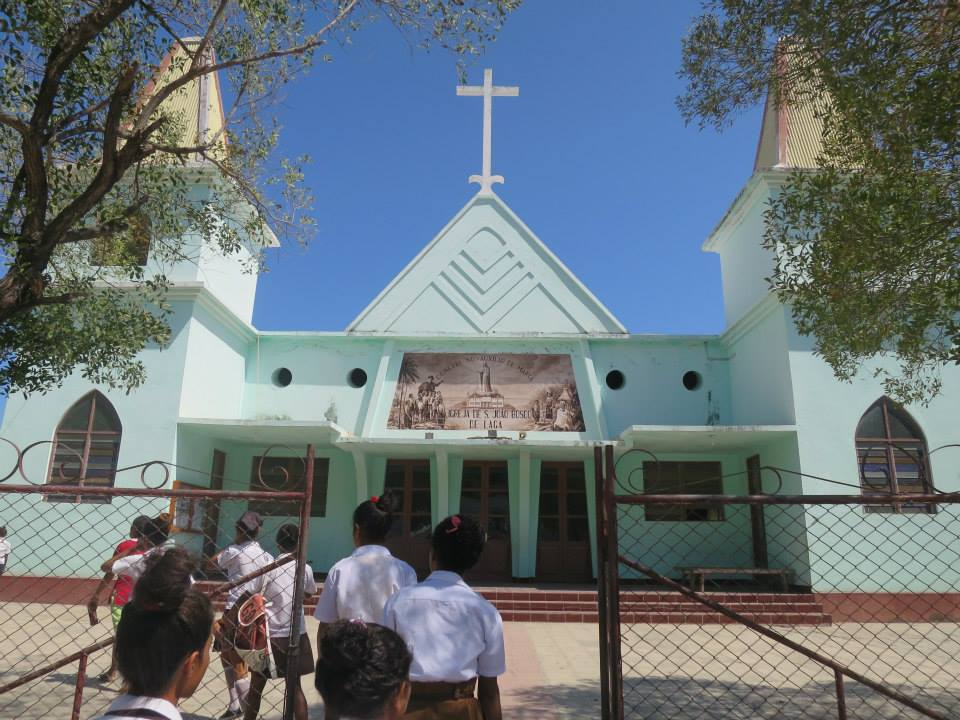
Kirche São João Bosco de Laga (2014)

Die Igreja São João Bosco de Laga ist die Pfarrkirche des osttimoresischen Ortes Laga (Suco Soba, Verwaltungsamt Laga, Gemeinde Baucau). Namenspatron der Kirche ist Johannes Bosco.
Die Kirche Igreja de São João Bosco de Laga wurde 1970 unter Pater Afonso Nácher erbaut. In den 1990er-Jahren erfolgte ein Umbau unter Pater João de Deus. Der Glockenturm, der inn Skelettbauweise nur aus Betonpfeilern ohne Ummauerung bestand, wurde durch zwei Türme links und rechts des Hauptportals ersetzt. Darüber kam ein Giebel, der von einem Kreuz gekrönt ist. Das Kachelbild stammt bereits aus der Kolonialzeit.
Neben der Kirche steht ein Uma Lulik, ein traditionelles Reliquienhaus, mit einem Bild von Dom Bosco an der Außenwand. Es wurde im November 1988 errichtet.

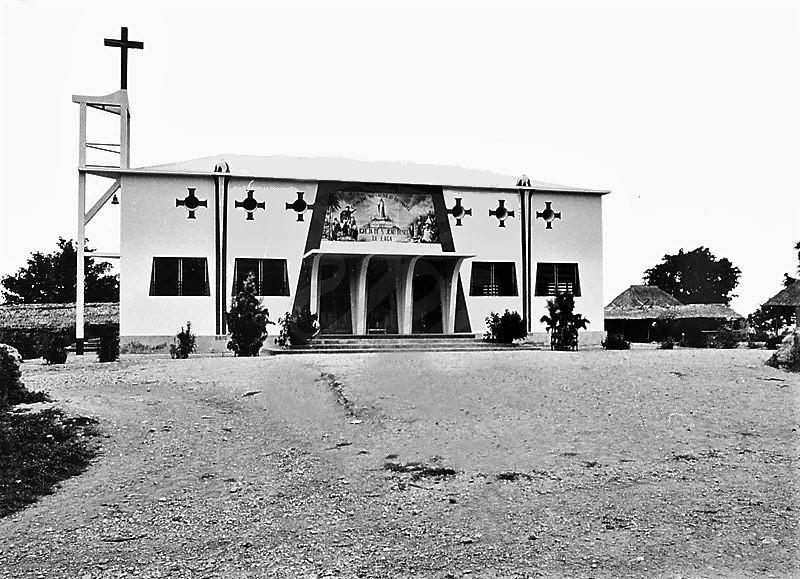
Die Kirche 1973
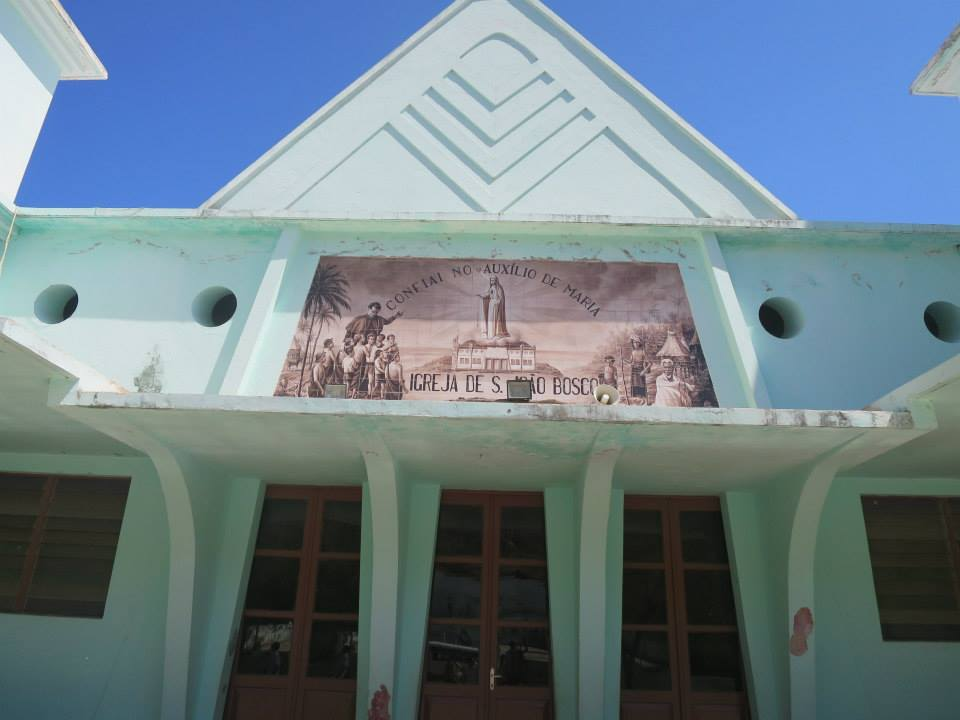
Das Kachelbild
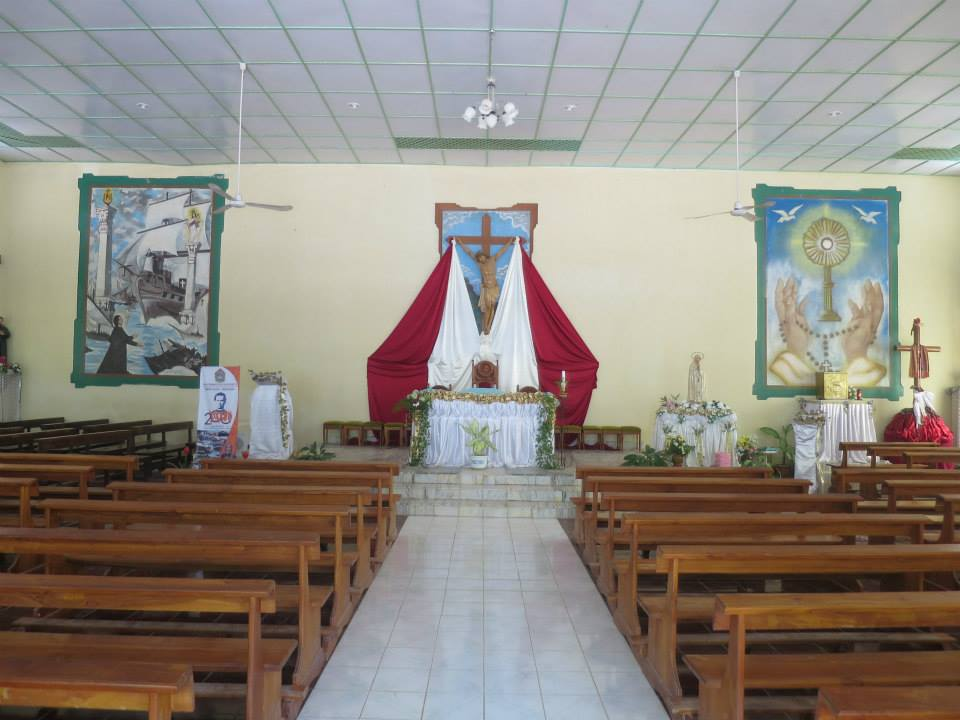
Der Altar
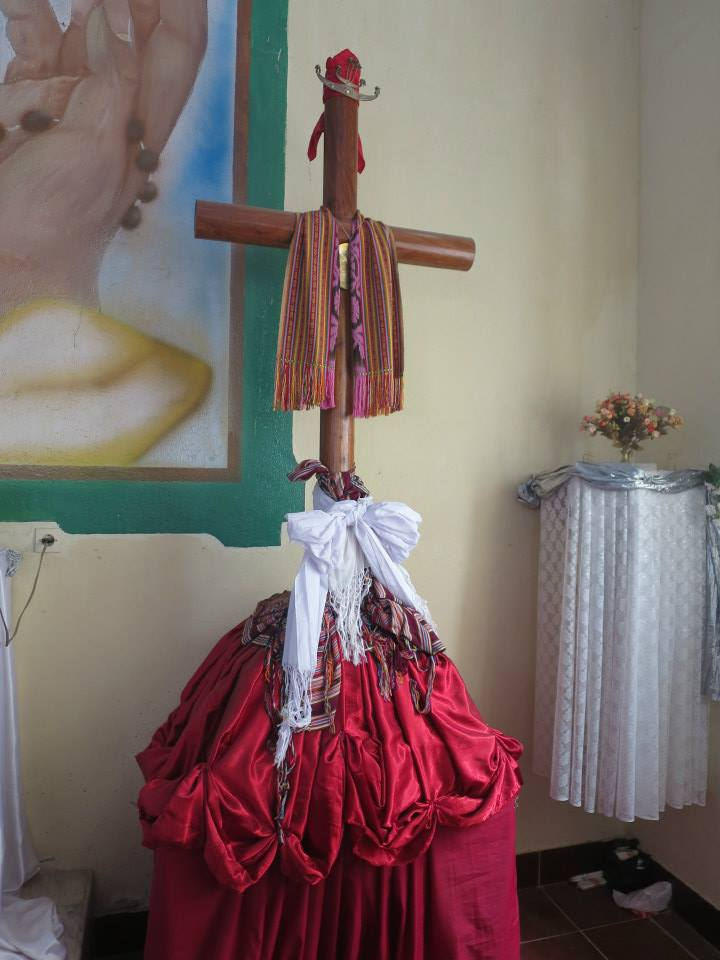
Kreuz mit Kaibauk und Tais
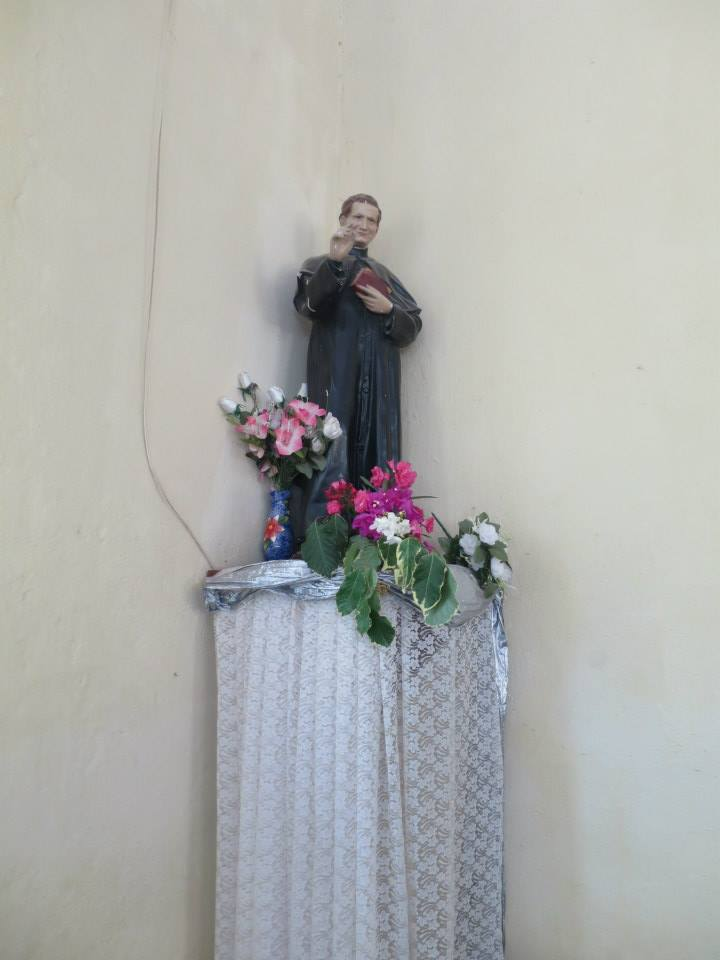
Statue von Dom Bosco
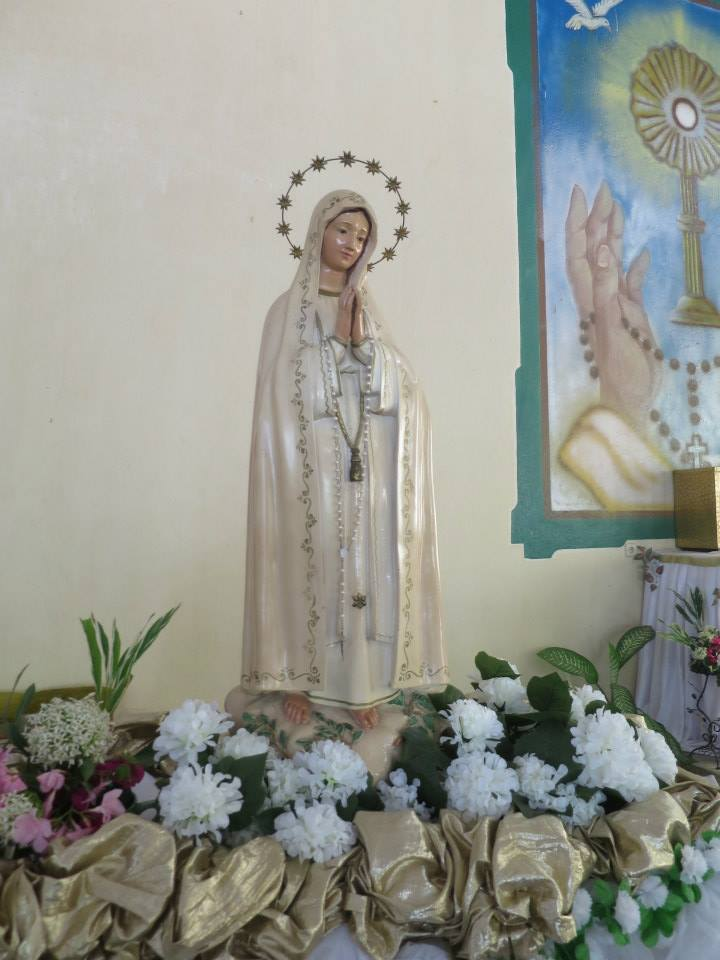
Marienstatue
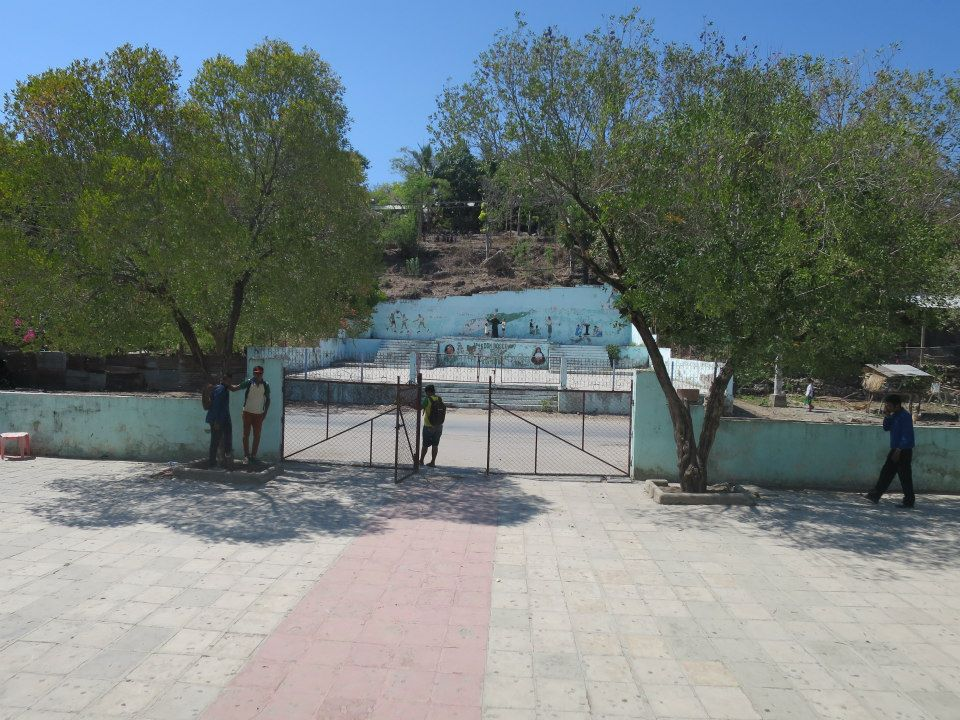
Vorplatz
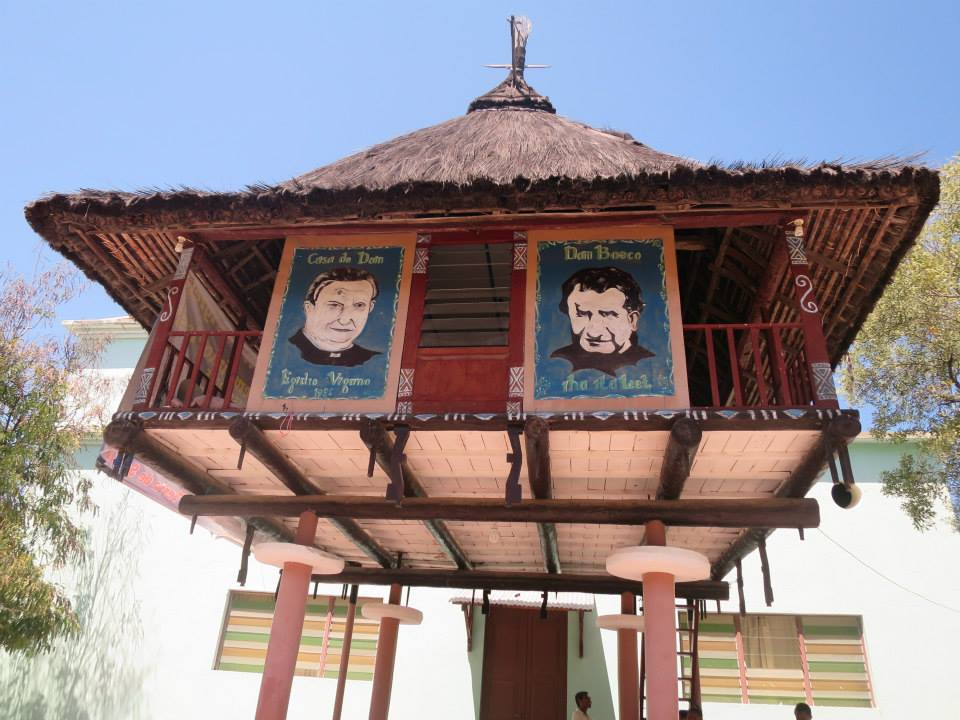
Das Uma Lulik